# قشلاق مرشون (حومة أبهر)
قشلاق مرشون (بالفارسية: قشلاق مرشون) هي قرية تقع في إيران في منطقة مركزية ريفية. يقدر عدد سكانها بـ 14 نسمة بحسب إحصاء 2016.